# 2112
Het jaar 2112 is het 12e jaar in de 22e eeuw volgens de christelijke jaartelling.

## Gebeurtenissen
juni
- 24 - Laatste zonsverduistering van Sarosserie 119